# Kriegbach
Der Kriegbach (früher Kriech) ist ein bei Altlußheim im Rhein-Neckar-Kreis in Baden-Württemberg von rechts in den Rhein mündender Wasserlauf der Oberrheinischen Tiefebene.
Der Name Kriegbach steht im Ablaut zu Kraichbach, „gewundener Bach“.

## Geographie

### Entstehung und Verlauf
Der Kriegbach entsteht aus einer Teilung des Kraichbachs in Ubstadt-Weiher (Ortsteil Stettfeld) nahe der Gemeindegrenze zu Bad Schönborn (Ortsteil Langenbrücken) auf etwa 108 m ü. NN. Einer Beschreibung der Gewässer im Gebiet von Bruchsal von 1698 zufolge wurde der Kriegbach zum Flößen von Brennholz aus den Wäldern der Lußhardt nach Speyer genutzt. Das Gebiet um den Kriegbach gehörte bis 1803 zum Hochstift Speyer. Zugleich diente der Kriegbach als Entlastung des Kraichbachs bei Hochwasser. Wann die Bachteilung entstand, ist nicht bekannt.
Die Verteilung des Wassers auf die beiden Gewässer war seit Jahrhunderten umstritten. Noch 1993 fiel der Kriegbach trocken; seit dem Wegfall der Wasserrechte einer Mühle am Kraichbach kann dem Kriegbach seit Mitte der 1990er Jahre mehr Wasser zugeleitet werden. Ungeachtet der geänderten Wasserverteilung fiel der Kriegbach im August 2021 trocken, als der Abfluss des Kraichbachs unterhalb des Mittleren Niedrigwassers lag. Der Landesbetrieb Gewässer legte im Kriegbach Kolke an, um die Überlebenschancen von Fischen zu erhöhen; zudem wurden Fische in Zusammenarbeit mit örtlichen Vereinen umgesetzt.
Über seinen gesamten Lauf in ungefähr nordwestlicher Richtung fließend, erreicht der Kriegbach nach weniger als zwei Kilometern die Grenze zum Waldgebiet der Lußhardt, in dem er die nächsten 13 Kilometer verbleibt. Bald unterquert er darin die A 5, in der Folge läuft er knapp innerhalb des Nordostrands der Rodungsinsel von Waghäusel-Kirrlach entlang. Er erreicht erst am südöstlichen Ortsrand von Neulußheim wieder die großflächig offene Flur. Hier unterquert er die B 36. Auf den folgenden drei Kilometern bildet er den Südrand der Siedlungsfläche von erst Neu-, dann Altlußheim gegen die ehemalige Rheinhäuser Rheinschlinge, die heute von Altwässern und Baggerseen geprägt ist, und mündet schließlich, nach etwa 18 Kilometern Länge, auf etwa 93 m ü. NN von Osten in den Rhein.
Von Osten fließt dem Kriegbach bald nach Erreichen der Kirrlacher Rodungsinsel von rechts die Schleußlach zu, wenig nach dieser der ihr zuvor über seinen Lauf von fast sieben Kilometern stets in geringem Abstand westlich folgende Gießgraben, kurz vor Verlassen des Lußhardtes noch von Süden her der Duttlacher Graben, der hier schon länger ist als der gesamte Kriegbach es je wird. Früher wurde der Unterlauf des Kriegbachs als Duttlacher Graben bezeichnet, so dass der Kriegbach ein Zufluss des Duttlacher Grabens war.

### Zuflüsse
Hierarchische Liste der Zuflüsse des Kriegbachs, Zuflüsse jeweils unter dem aufnehmenden Gewässer aufgezählt von der Quelle zur Mündung. Flusslängen und Seeflächen bevorzugt aus den Datensätzen der LUBW-FG10, sonst dort oder auf der TK25 abgemessen. Namen bevorzugt nach der TK25. Aus den Quellen geschöpfte Eigennamen oder Lagennamen sind kursiviert, beschreibende Benennungen oder Benennungsanteile bleiben unkursiviert.
- Bruchgraben, von links wenige Meter unterhalb des Schneidemühlwehrs, etwa 1,8 km. Entsteht südlich von Stettfeld im Naturschutzgebiet Bruch bei Stettfeld, unterquert den Kraichbach.
- Schleußlach, von rechts östlich von Kirrlach im Unteren Schänzel an einer Feldwegbrücke über den Kriegbach, etwa 2,2 km. Entsteht im nordwestlichen Winkel von A 5 und L 555 in der sumpfigen Bullache.
- Gießgraben, im Oberlauf Lochwiesengraben, von links kurz nach dem Wiedereintritt in die Untere Lußhardt nach der Kirrlacher Flurinsel, 13,3 km. Entsteht zwischen dem Ubstadter Hardtsee (Kieswerksee) und der Trasse der Baden-Kurpfalz-Bahn dicht am Westknick des Unterfeldgrabens im Wolfwinkel. Im weiteren Verlauf kommt er dem Kriegbach an dessen Waldeintritt sehr nahe und knickt hier längs eines Waldwegs ab, um dann dem Kriegbach in einem Polygonzug mit langen Teilstücken lange links zu folgen.[10]
- Duttlacher Graben, von links am nordwestlichsten Hubwald der Unteren Lußhardt, 19,9 km. Entsteht im Norden Bruchsals bei der Kläranlage.
  - Unterfeldgraben, von rechts, 2,0 km.  Entsteht am Abzweig der Kraichtalbahn von der Katzbachbahn bei Ubstadt innerhalb des Hochwasserrückhaltebeckens Silzenwiesen (Zufluss vom Kraichbach, gewöhnlicher Rückhalteraum 990.000 m³).[11]
  - Speckgraben, von links am Nordrand der Hambrückener Rodungsinsel, 5,6 km. Entsteht am Waldrand beim Baggersee nördlich von Karlsdorf.
    - (Zufluss aus dem Speckschlag), von rechts neben der L 556, 2,5 km. Entspringt am Waldrand nördlich von Karlsdorf bei der Anschlussstelle der B 35 an die A 5.
    - Reutbach, von rechts kurz vor Eintritt in die Hambrückener Rodungsinsel, 3,3 km. Entsteht am nördlichen Ortsrand von Forst.

  - Heugraben, von rechts am Südrand von Kirrlach, 6,3 km. Entsteht in der Oberen Lußhardt zwischen der A 6 im Osten und dem Pirschpfad am Engelwiesen-Richtweg.

## Kriegbachpolder
Ein Hochwasser im Mai 1978 war Auslöser für den Bau des Kriegbachpolders⊙, der links des Kriegbachs und westlich der Bundesautobahn 5 in einem Waldgebiet der Oberen Lußhardt liegt. Der Einlass zum Polder befindet sich am Sandlacher Richtweg; er besteht aus einem Wehr und einer 40 Meter langen Entlastungsscharte. Oberhalb des Einlasses ist der Kriegbach für einen Abfluss von 19, unterhalb für 10 Kubikmeter pro Sekunde ausgebaut. Der Kriegbachpolder wird nach Süden vom Dornschlagrichtweg und nach Westen vom Dreckigen Richtweg begrenzt – zwei Forstwege, die auf Dämmen verlaufen. Durch den Polder verlaufen mit dem Gießgraben und dem Heugraben zwei Zuflüsse des Kriegbachs, die auch der Entleerung des Polders dienen. Zudem kann der Polder über ein Wehr zum Kriegbach am Dreckigen Richtweg entleert werden. Der gewöhnliche Hochwasserrückhalteraum des Polders beträgt 667.000 Kubikmeter.